# Бурзи, Иван Карлович фон
Иван Карлович фон Бурзи (21 июня (3 июля) 1835 — 28 октября (9 ноября) 1899) — генерал-лейтенант русской императорской армии.

## Биография
Происходил из дворян Санкт-Петербургской губернии. Родился 21 июня (3 июля) 1835 года; его отец доктор медицины Бурси, Карл Готтлиб Генрих Фридрих (1791—1870).
Окончил с отличием 2-й кадетский корпус в Санкт-Петербурге и в 1853 году начал службу в лейб-гвардии гренадерском полку. 22 августа 1854 года прикомандирован к Михайловскому артиллерийскому училищу и произведён в подпоручики.
С 1858 по 1860 год учился в Николаевской академии Генерального штаба.
С 1860 по 1867 год проходил службу при штабе пехотной дивизии. В 1861 году произведён в поручики. В январе 1862 году переведён в Генеральный штаб штабс-капитаном. С мая по декабрь 1863 года участвовал в подавлении польского восстания 1863—1864 годов.
В июне 1863 году назначен старшим адъютантом штаба 1-й пехотной дивизии, в 1864 году произведён в капитаны. 16 апреля 1867 года получил звание подполковника.
С 1867 по 1877 год занимал должности старшего адъютанта штаба Харьковского военного округа и начальника штаба 3-й гренадерской дивизии. С 1870 года полковник.
С 3 марта 1877 по 14 декабря 1884 года в звании полковника был командиром Московского 8-го гренадерского полка в составе которого воевал в русско-турецкая война (1877—1878), а 28 ноября 1877 года принял участие в сражении при Плевне за что был награждён золотым оружием с надписью «За храбрость».
14 декабря 1884 года был произведён в генерал-майоры, назначен помощником начальника штаба Казанского военного округа, а позднее переведён в Генеральный штаб.
5 ноября 1886 года был назначен начальником штаба 15-го армейского корпуса.
1 сентября 1892 года был назначен комендантом Бобруйской крепости и был на этой должности до расформирования крепости в 1897 году. 14 ноября 1894 года ему было присвоено звание генерал-лейтенанта.
Скончался 28 октября 1899 года от паралича сердца.

## Награды
- Орден Святой Анны III степени (1863)
- Орден Святого Станислава II степени (1865)
- Орден Святой Анны II степени (1875)
- Золотое оружие «За храбрость» (1877)
- Орден Святого Владимира IV степени с мечами и бантом (1879)
- Орден Святого Владимира III степени с мечами (1879)
- Орден Святого Станислава I степени (1888)
- Орден Святой Анны I степени (30 августа 1892 года)
- Орден Святого Владимира II степени (14 мая 1896 года)
- Знак отличия беспорочной службы за XL лет (1897)

иностранные
- Орден Вендской короны командорский крест (1878)
- Мекленбургский крест «За военные заслуги» (1879)

## Семья
Был дважды женат.
В первом браке имел сына Александра (1868 — после 1903) и дочь, Екатерину.
Вторая жена — Анна Николаевна, дочь генерал-лейтенанта Н. С. Ганецкого. Их дети:
- Николай (1873 — после 1908). В 1893 году окончил военное Одесское пехотное юнкерское училище. Участник защиты крепости Порт-Артур, был ранен и контужен. На 1 января 1909 года — капитан 15-го Восточно-Сибирского стрелкового полка
- Юлия (1875—1947), в первом браке с Вячеславом Рудольфовичем Менжинским (1874—1934). Дети: Юрий, Екатерина. Второй супруг — Арт Яковлевич Закс (1878—1938), педагог, краевед, методист внешкольной работы[5].
- Анна (в замужестве Сперанская; (1885—1962, Висбаден). Муж — Н. И. Сперанский. Внуки: Глеб Николаевич (1914—1995, Нью-Йорк) и Кира Николаевна Сперанская (1916—1998). После 1920 года семья Сперанских — в эмиграции.
- Иван; на 1 января 1909 г. — поручик лейб-гвардии 4-батальона в Царском Селе. В 1906 году женился на дочери действительного статского советника, Елене Павловне Покровской.